# Хилько, Ольга Викторовна
Ольга Викторовна Хилько (род. 24 марта 1979, Бобруйск, Могилёвская область) — белорусская спортсменка (вольная (женская) борьба). Бронзовый призёр чемпионата мира 2005 года. Серебряный призёр чемпионата Европы 2005 года. Участница двух Олимпиад (2004, 2008). Мастер спорта Республики Беларусь международного класса.

## Биография
Родилась и выросла в Бобруйске, Могилёвская область, Белорусская ССР.
Является выпускницей специализированной детско-юношеской школы олимпийского резерва № 3 г. Бобруйска.
Она является бронзовым призёром чемпионата мира 2005 года (Будапешт) и серебряным призёром чемпионата Европы 2005 года (Варна).
Выступала на Олимпийских играх 2004 года в Афинах. В схватке за пятое место уступила канадке Виоле Яник, со счётом 2-5.
На Олимпиаде 2008 года в Пекине, проиграла вторую схватку и заняла в итоговом протоколе 13 место.